# Линч, Джон Мэри
Джон Мэри «Джек» Линч (англ. John Mary "Jack" Lynch; 15 августа 1917, Корк, Ирландское Свободное государство — 20 октября 1999, Дублин, Ирландия) — ирландский государственный деятель, премьер-министр (1966–1973, 1977–1979).

## Биография
Родился в семье портного пятым (старше четыре брата, младше две сестры). Мать, к которой он был очень привязан, умерла, когда ему было 13 лет. После окончания школы уехал в Дублин, где работал в районном управлении молокопроизводства, в 19 лет вернулся в Корк и работал в канцелярии окружного суда. С 1941 года посещал вечерние курсы в области права Ирландского национального университета. С 1943 года учился в Дублине в университете Кингс-инн, тогда же начал работать в министерстве юстиции. В 1945 году вновь вернулся в Корк и начал работать адвокатом.
C 1946 года увлёкся политикой. Впервые избран в парламент в 1948 году в родном Корке (избирался там же до 1981 года) от партии Фианна Файл. Стал спичрайтером и помощником лидера партии Имона де Валера. В 1951—1954 годах, когда Фианна Файл находилась у власти — парламентский секретарь правительства. В 1951—1954 годах депутат в Палате представителей (парламенте).
После возвращения Фианна Файл во власть — самый молодой министр правительства, 20 марта 1957 — 23 июня 1959 — министр образования, одновременно 20 марта 1957 — 26 июня 1957 — министр по делам Ирландии. Представил такие инновационные законопроекты как увеличение возраста оканчивающих школы, снижение размеров школьных классов, ликвидацию устаревшего запрета замужним женщинам работать в качестве учителей.
23 июня 1959 — 21 апреля 1965 — министр промышленности и торговли.
21 апреля 1965 — 10 ноября 1966 — министр финансов.
После отставки Шон Лемасс с поста главы партии и премьер-министра, после сложных внутрипартийных процессов был избран его преемником в качестве компромиссного кандидата.
10 ноября 1966 — 14 марта 1973 — премьер-министр. Одновременно 20 марта 1968 — 26 марта 1968 — министр образования. Улучшая двусторонние отношения, подписал ряд соглашений с Северной Ирландией о сотрудничестве в области сельского хозяйства, торговли и туризма.
В условиях нарастающей нестабильности, уличных беспорядков и ввода британских войск в Северную Ирландию обратился к ООН с предложением ввести туда международный миротворческий контингент и к британскому правительству с предложением провести процесс объединения двух Ирландий. Вдоль границы были размещены дополнительные военизированные подразделения и даже проведены воинские учения Exercise Armageddon.
Укрепил свои позиции в партии и правительстве в ходе скандала с обвинениями в попытке двух министров (Н.Блэйни, министра сельского хозяйства и Ч.Хоги, министра финансов) передать £100.000 для закупки оружия Ирландской республиканской армией — отправил всех заподозренных в отставку.

Активно выступал за вступление страны в Европейское экономическое сообщество, состоявшееся 1 января 1973 года.
После поражения на декабрьских выборах 1972 года в оппозиции. Способствовал победе на президентских выборах 1973 года кандидата Фианна Файл Э.Чайлдерса.
После победы на парламентских выборах снова премьер министр 5 июля 1977 года — 11 декабря 1979 года. Предпринятые им экономические преобразования были половинчатыми и малоудачными.
Обещав уйти в отставку к 1980 году, сдержал своё слово 11 декабря 1979 года. После отставки работал председателем советов директоров ряда ирландских компаний.
По мнению известного историка и журналиста Т. Руайла Дуайера, Линч — «самый популярный ирландский политик со времён Дэниэла О’Коннелла».

### Спортивная карьера
В молодости Линч активно увлекался спортом, играл в традиционный футбол и хёрлинг, занимался регби, плаванием и гандболом. Славу ему принесли выступления в гэльских играх за клуб «Глен Роверс» и сборную Корка по хёрлингу, а также за «Сент-Николас» в гэльском футболе. Пятикратный Всеирландский чемпион по хёрлингу и однократный чемпион по гэльскому футболу.
Его называли «капитаном 40-х» и включили в символическую «сборную века» по хёрлингу и включили в список лучших участников Гэльских игр.